# Patinação artística nos Jogos Pan-Americanos de 2023 - Masculino
O evento masculino da patinação artística integrou o programa da patinação sobre rodas nos Jogos Pan-Americanos de 2023 e foi disputado em 3 e 4 de novembro de 2023 no Velódromo, localizado no cluster de Peñalolén. Um total de 8 patinadores de 7 Comitês Olímpicos Nacionais (CON) participaram do evento.

## Calendário
Horário local (UTC−3).
| Data          | Hora  | Fase           |
| ------------- | ----- | -------------- |
| 3 de novembro | 19:15 | Programa curto |
| 4 de novembro | 19:30 | Programa longo |

## Medalhistas
| Ouro   | BRA Erik Medziukevicius |
| Prata  | ARG Franco Mastroianni  |
| Bronze | COL Deivi Rojas         |

## Resultados
A competição foi disputada ao longo de dois dias: no primeiro os patinadores se apresentaram com o programa curto (SP), seguindo das apresentações no programa longo (LP) no dia seguinte. Os melhores colocados na soma das duas pontuações garantem as medalhas.
| Pos.              | Patinador            | CON                | SP    | Pos. | LP     | Pos. | Total  |
| ----------------- | -------------------- | ------------------ | ----- | ---- | ------ | ---- | ------ |
| Medalha de ouro   | Erik Medziukevicius  | BRA Brasil         | 73.61 | 1    | 114.60 | 2    | 188.21 |
| Medalha de prata  | Franco Mastroianni   | ARG Argentina      | 66.31 | 2    | 116.09 | 1    | 182.40 |
| Medalha de bronze | Deivi Rojas          | COL Colômbia       | 63.38 | 4    | 101.35 | 3    | 164.73 |
| 4                 | Víctor López         | PAR Paraguai       | 65.33 | 3    | 94.50  | 4    | 159.83 |
| 5                 | Collin Motley        | USA Estados Unidos | 52.97 | 5    | 81.11  | 5    | 134.08 |
| 6                 | Juan Sebastián Lemus | COL Colômbia       | 31.90 | 7    | 70.31  | 6    | 102.21 |
| 7                 | Agustín Vejar        | CHI Chile          | 36.49 | 6    | 62.11  | 7    | 98.60  |
| 8                 | Santiago González    | MEX México         | 29.17 | 8    | 56.63  | 8    | 85.80  |